# Deuteranopia

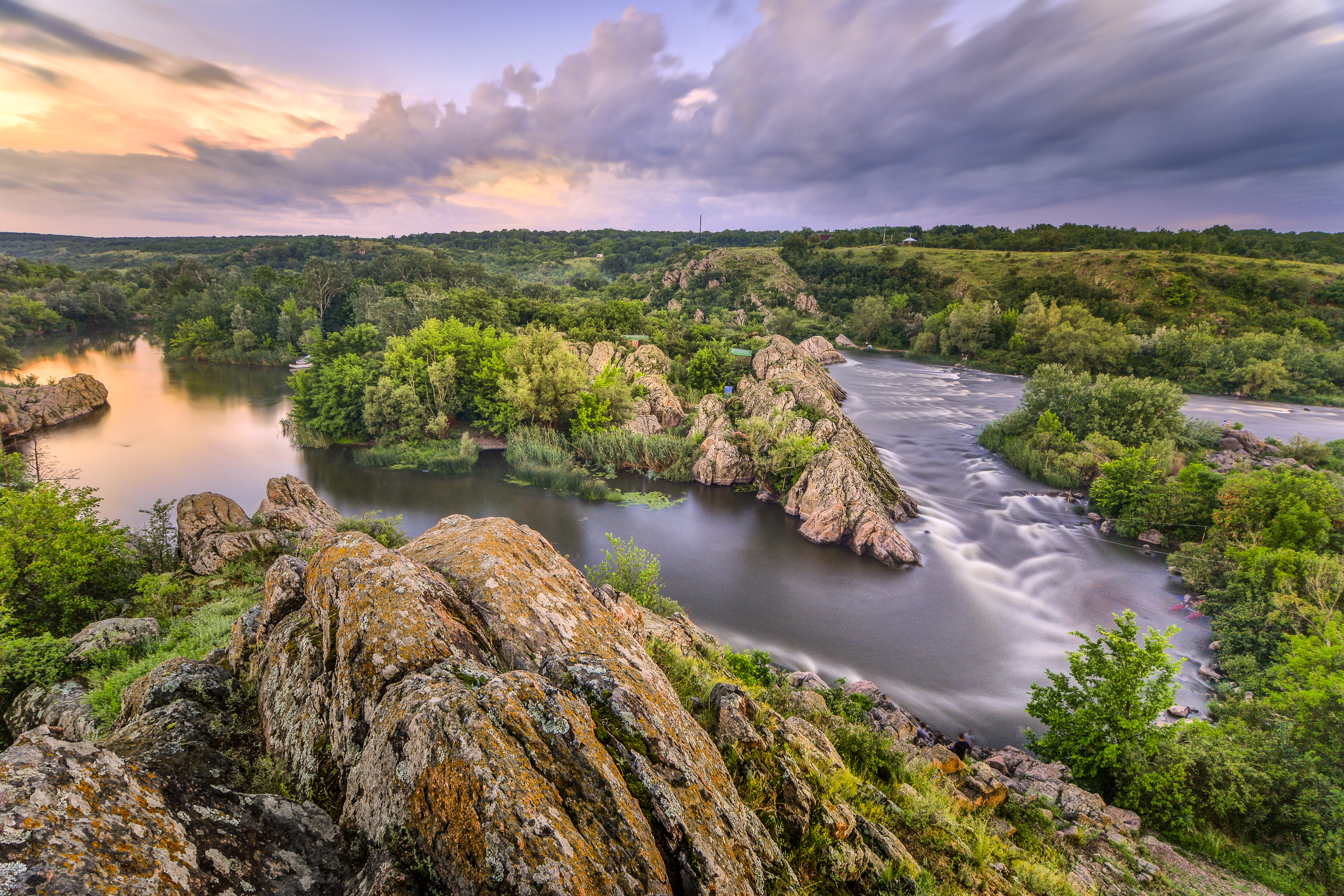
Widok normalny

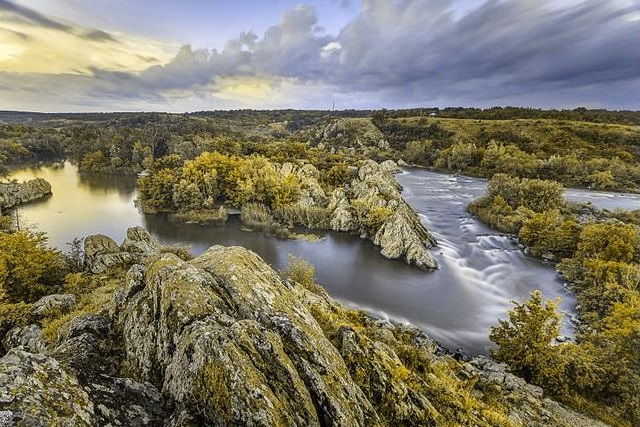
Widok przy deuteranotopii

Kolory tęczy widziane przez osobę bez zaburzeń postrzegania kolorów.

Kolory tęczy postrzegane przez osobę cierpiącą na deuteranopię.

Deuteranopia (daltonizm) – wada wzroku, odmiana ślepoty barw, polegająca na nierozpoznawaniu barwy zielonej (lub myleniu jej z barwą czerwoną). Objawia się to dokładnie brakiem rozróżnienia koloru czerwonego, pomarańczowego, żółtego i zielonego. Percepcja jaskrawości nie zmienia się. Występuje za to brak rozróżnienia w percepcji składowych czerwonej i zielonej, co prowadzi do odbioru fioletu i cyjanu jako ten sam kolor.
Osoby z deuteranopią mogą mieć problemów z rozpoznawaniem sygnałów drogowych, wskazań na mapach lub w innych sytuacjach, w których rozpoznanie koloru jest kluczowe.
Jest wynikiem braku czopków reagujących na barwę zieloną.
Można wyróżnić:
- Deuteranopię, gdzie czopki czułe na średnią długość fali (zielone) w ogóle nie występują.
- Deuteranomalię, gdzie nie brakuje czopków czułych na kolor, ale szczyt czułości przesuwa się w kierunku czopków czułych na kolor czerwony. Spektrum tego zaburzenia może być pomiędzy prawie normalnym widzeniem kolorów a deuteranopią[1].

Deuteranopia jest dziedziczną chorobą i występuje z częstotliwością około 1 na 20 mężczyzn. Kobiety są mniej narażone na deuteranopię, ponieważ mają dwa chromosomy X, dzięki czemu mutacja na jednym z chromosomów może być rekompensowana przez geny na drugim chromosomie.
Rozkład zaburzenia widzenia zieleni:
- Deuteranomalia, populacja mężczyzn: 5%
- Deuteranopia, populacja mężczyzn: 1%
- Deuteranomalia, populacja kobiet: 0,35%
- Deuteranopia, populacja kobiet: 0,1%[2]

Nazwa „daltonizm” pochodzi od angielskiego chemika Johna Daltona, który w 1794 r. na własnym przypadku opublikował jej opis.